# Йонен
Йонен (нім. Jonen) — громада  в Швейцарії в кантоні Ааргау, округ Бремгартен.

## Географія
Громада розташована на відстані близько 85 км на північний схід від Берна, 29 км на схід від Аарау.
Йонен має площу 5,7 км², з яких на 12% дозволяється будівництво (житлове та будівництво доріг), 55,9% використовуються в сільськогосподарських цілях, 30,1% зайнято лісами, 2,1% не є продуктивними (річки, льодовики або гори).

## Демографія
2019 року в громаді мешкало 2183 особи (+17,1% порівняно з 2010 роком), іноземців було 15,1%. Густота населення становила 383 осіб/км².
За віковим діапазоном населення розподілялося таким чином: 23% — особи молодші 20 років, 64,3% — особи у віці 20—64 років, 12,7% — особи у віці 65 років та старші. Було 873 помешкань (у середньому 2,5 особи в помешканні).
Із загальної кількості 589 працюючих 59 було зайнятих в первинному секторі, 169 — в обробній промисловості, 361 — в галузі послуг.